# Anti todo
Anti todo és el segon àlbum d'estudi del grup de punk basc Eskorbuto, que va ser gravat l'any 1985 en els Estudis Tsunami de Sant Sebastià, amb la totalitat dels seus temes gravats en 26 hores. Va ser editat al febrer de 1986 per la companyia discogràfica Discos Suicidas.
El disc és considerat com una obra mestra, no sols en la carrera de Eskorbuto, sinó com una fita en la història del punk espanyol. A més, és considerat per molts seguidors del grup com un dels seus millors treballs. Les seves lletres, com va declarar el propi Iosu, expressen decadència, nihilisme i pessimisme en la societat:
A «Anti Todo» vam demostrar que no tenim cap bàndol, només el nostre. Creiem que les idees estan caduques i no serveixen per a res […] A «Anti Todo» ens hem allunyat de la política.
Després de l'edició del disc, Iosu va declarar que aquesll any, Eskorbuto tenien planejat editar dos discos més, cosa que els mitjans de comunicació no es van acabar de creure. Però ells van acabar sortint-se amb la seva. A més d'Anti Todo, van editar Ya no quedan más cojones, Eskorbuto a las elecciones en format casset i un disc en directe: Impuesto Revolucionario.

## Llista de cançons
Totes les cançons van ser escrites per Jesús María Expósito López, Juan Manuel Suárez Fernández i Francisco Galán.
1. "Historia triste" – 3:06
2. "De ti depende" – 2:35
3. "Es un crimen" – 2:32
4. "Mata la música" – 3:39
5. "Anti todo" – 1:44
6. "Haciendo bobadas" – 0:55
7. "Cuidado" – 4:07
8. "Tamara" – 5:43
9. "Cerebros destruidos" – 2:31
10. "Ha llegado el momento (el fin)" – 5:32

## Músics
- Iosu Expósito – veu i guitarra elèctrica.
- Juanma Suárez – veu i baix elèctric.
- Pako Galán – bateria.